# Damernas turnering i beachvolleyboll vid olympiska sommarspelen 2020
Damernas turnering i beachvolleyboll vid olympiska sommarspelen 2020 spelades mellan 24 juli och 6 augusti 2021 i Shiokaze Park, Tokyo, Japan. Turneringen var ursprungligen planerad till 25 juli till 8 augusti 2020, men sköts som resten av de olympiska spelen upp p.g.a. Covid-19-pandemin efter beslut av IOK och organisationskommittén för spelen den 24 mars 2020. P.g.a. pandemin genomfördes turneringen inför tomma läktare.
24 par deltog som delades in i sex grupper om fyra par i varje grupp. De två främsta i varje grupp samt fyra grupptreor gick vidare till utslagsspelet där åttondelsfinaler kvartsfinaler, semifinaler, bronsmatch och final avgjordes.
April Ross och Alix Klineman, USA, vann guld genom att besegra Taliqua Clancy och Mariafe Artacho del Solar, Brasilien, i finalen, medan Joana Heidrich och Anouk Vergé-Dépré, Schweiz, tog brons.

## Deltagare
| Lag                                        | NOC           |
| ------------------------------------------ | ------------- |
| Ana Gallay / Fernanda Pereyra              | Argentina     |
| Taliqua Clancy / Mariafe Artacho del Solar | Australien    |
| Ágatha Bednarczuk / Eduarda Santos Lisboa  | Brasilien     |
| Ana Patrícia Ramos / Rebecca Cavalcanti    | Brasilien     |
| Heather Bansley / Brandie Wilkerson        | Kanada        |
| Sarah Pavan / Melissa Humana-Paredes       | Kanada        |
| Wang Fan / Xia Xinyi                       | Kina          |
| Xue Chen / Wang Xinxin                     | Kina          |
| Lidy Echevarría / Leila Martínez           | Kuba          |
| Barbora Hermannová / Markéta Sluková       | Tjeckien      |
| Margareta Kozuch / Laura Ludwig            | Tyskland      |
| Julia Sude / Karla Borger                  | Tyskland      |
| Marta Menegatti / Viktoria Orsi Toth       | Italien       |
| Miki Ishii / Megumi Murakami               | Japan         |
| Gaudencia Makokha / Brackcides Khadambi    | Kenya         |
| Anastasija Kravčenoka / Tīna Graudiņa      | Lettland      |
| Sanne Keizer / Madelein Meppelink          | Nederländerna |
| Katja Stam / Raïsa Schoon                  | Nederländerna |
| Nadezda Makroguzova / Svetlana Kholomina   | ROC           |
| Liliana Fernández / Elsa Baquerizo         | Spanien       |
| Nina Betschart / Tanja Hüberli             | Schweiz       |
| Joana Heidrich / Anouk Vergé-Dépré         | Schweiz       |
| Kelly Claes / Sarah Sponcil                | USA           |
| Alix Klineman / April Ross                 | USA           |

## Lottning
De 24 lagen lottades i sex grupper om fyra lag. Lottningen hölls 5 juli 2021.
| Grupp A                      | Grupp B                   | Grupp C                   |
| ---------------------------- | ------------------------- | ------------------------- |
| Pavan – Humana-Paredes (CAN) | Klineman – Ross (USA)     | Ágatha – Duda (BRA)       |
| Heidrich – Vergé-Dépré (SUI) | Keizer – Meppelink (NED)  | Bansley – Wilkerson (CAN) |
| Sude – Borger (GER)          | Liliana – Baquerizo (ESP) | Wang F – Xia (CHN)        |
| Stam – Schoon (NED)          | Xue – Wang X (CHN)        | Gallay – Pereyra (ARG)    |

| Grupp D                      | Grupp E                          | Grupp F                    |
| ---------------------------- | -------------------------------- | -------------------------- |
| Ana Patrícia – Rebecca (BRA) | Clancy – Artacho del Solar (AUS) | Ishii – Murakami (JPN)     |
| Claes – Sponcil (USA)        | Makroguzova – Kholomina (ROC)    | Betschart – Hüberli (SUI)  |
| Kravčenoka – Graudiņa (LAT)  | Menegatti – Orsi Toth (ITA)      | Kozuch – Ludwig (GER)      |
| Makokha – Khadambi (KEN)     | Lidy – Leila (CUB)               | Hermannová – Sluková (CZE) |

## Domare
Följande domare blev utvalda till turneringen:
- Osvaldo Sumavil
- Mário Ferro
- Wang Lijun
- Juan Carlos Saavedra
- Charalampos Papadogoulas
- Mariko Satomi
- Davide Crescentini
- Agnieszka Myszkowska
- Rui Carvalho
- Roman Pristovakin
- Giovanni Bake
- José María Padrón
- Brig Beatie

## Grupprundan
Alla tider är lokala (UTC+9).

### Grupp A
| Pos | Lag                          | M | V | F | P | SV | SF | SK    | BV  | BF  | BK    | Kvalificering    |
| --- | ---------------------------- | - | - | - | - | -- | -- | ----- | --- | --- | ----- | ---------------- |
| 1   | Pavan – Humana-Paredes (CAN) | 3 | 3 | 0 | 6 | 6  | 0  | MAX   | 129 | 96  | 1,344 | Åttondelsfinaler |
| 2   | Vergé-Dépré – Heidrich (SUI) | 3 | 2 | 1 | 5 | 4  | 3  | 1,333 | 135 | 120 | 1,125 | Åttondelsfinaler |
| 3   | Stam – Schoon (NED)          | 3 | 1 | 2 | 4 | 2  | 4  | 0,500 | 113 | 123 | 0,919 | Lucky losers     |
| 4   | Sude – Borger (GER)          | 3 | 0 | 3 | 3 | 1  | 6  | 0,167 | 106 | 144 | 0,736 |                  |

| 24 juli 2021 12:00 | Pavan – Humana-Paredes | 2–0 | Stam – Schoon | Shiokaze Park, Tokyo Domare: Giovanni Bake (RSA), Charalampos Papadogoulas (GRE) Rapport: https://olympics.com/tokyo-2020/olympic-games/resOG2020-/pdf/OG2020-/VBV/OG2020-_VBV_C73_VBVWTEAM2-------------GPA-000100--.pdf |
| 24 juli 2021 12:00 | (21–16, 21–14)         |     |               | Shiokaze Park, Tokyo Domare: Giovanni Bake (RSA), Charalampos Papadogoulas (GRE) Rapport: https://olympics.com/tokyo-2020/olympic-games/resOG2020-/pdf/OG2020-/VBV/OG2020-_VBV_C73_VBVWTEAM2-------------GPA-000100--.pdf |

| 24 juli 2021 17:00 | Heidrich – Vergé-Dépré | 2–1 | Sude – Borger | Shiokaze Park, Tokyo Domare: Davide Crescentini (ITA), Brig Beatie (USA) Rapport: https://olympics.com/tokyo-2020/olympic-games/resOG2020-/pdf/OG2020-/VBV/OG2020-_VBV_C73_VBVWTEAM2-------------GPA-000200--.pdf |
| 24 juli 2021 17:00 | (21–8, 21–23, 15–6)    |     |               | Shiokaze Park, Tokyo Domare: Davide Crescentini (ITA), Brig Beatie (USA) Rapport: https://olympics.com/tokyo-2020/olympic-games/resOG2020-/pdf/OG2020-/VBV/OG2020-_VBV_C73_VBVWTEAM2-------------GPA-000200--.pdf |

| 26 juli 2021 12:00 | Pavan – Humana-Paredes | 2–0 | Sude – Borger | Shiokaze Park, Tokyo Domare: Juan Carlos Saavedra (COL), Rui Carvalho (POR) Rapport: https://olympics.com/tokyo-2020/olympic-games/resOG2020-/pdf/OG2020-/VBV/OG2020-_VBV_C73_VBVWTEAM2-------------GPA-000300--.pdf |
| 26 juli 2021 12:00 | (21–17, 21–14)         |     |               | Shiokaze Park, Tokyo Domare: Juan Carlos Saavedra (COL), Rui Carvalho (POR) Rapport: https://olympics.com/tokyo-2020/olympic-games/resOG2020-/pdf/OG2020-/VBV/OG2020-_VBV_C73_VBVWTEAM2-------------GPA-000300--.pdf |

| 26 juli 2021 21:00 | Heidrich – Vergé-Dépré | 2–0 | Stam – Schoon | Shiokaze Park, Tokyo Domare: Brig Beatie (USA), Agnieszka Myszkowska (POL) Rapport: https://olympics.com/tokyo-2020/olympic-games/resOG2020-/pdf/OG2020-/VBV/OG2020-_VBV_C73_VBVWTEAM2-------------GPA-000400--.pdf |
| 26 juli 2021 21:00 | (22–20, 21–18)         |     |               | Shiokaze Park, Tokyo Domare: Brig Beatie (USA), Agnieszka Myszkowska (POL) Rapport: https://olympics.com/tokyo-2020/olympic-games/resOG2020-/pdf/OG2020-/VBV/OG2020-_VBV_C73_VBVWTEAM2-------------GPA-000400--.pdf |

| 29 juli 2021 10:00 | Pavan – Humana-Paredes | 2–0 | Heidrich – Vergé-Dépré | Shiokaze Park, Tokyo Domare: Roman Pristovakin (RUS), Wang Lijun (CHN) Rapport: https://olympics.com/tokyo-2020/olympic-games/resOG2020-/pdf/OG2020-/VBV/OG2020-_VBV_C73_VBVWTEAM2-------------GPA-000500--.pdf |
| 29 juli 2021 10:00 | (21–13, 24–22)         |     |                        | Shiokaze Park, Tokyo Domare: Roman Pristovakin (RUS), Wang Lijun (CHN) Rapport: https://olympics.com/tokyo-2020/olympic-games/resOG2020-/pdf/OG2020-/VBV/OG2020-_VBV_C73_VBVWTEAM2-------------GPA-000500--.pdf |

| 29 juli 2021 15:00 | Sude – Borger  | 0–2 | Stam – Schoon | Shiokaze Park, Tokyo Domare: Agnieszka Myszkowska (POL), Charalampos Papadogoulas (GRE) Rapport: https://olympics.com/tokyo-2020/olympic-games/resOG2020-/pdf/OG2020-/VBV/OG2020-_VBV_C73_VBVWTEAM2-------------GPA-000600--.pdf |
| 29 juli 2021 15:00 | (22–24, 16–21) |     |               | Shiokaze Park, Tokyo Domare: Agnieszka Myszkowska (POL), Charalampos Papadogoulas (GRE) Rapport: https://olympics.com/tokyo-2020/olympic-games/resOG2020-/pdf/OG2020-/VBV/OG2020-_VBV_C73_VBVWTEAM2-------------GPA-000600--.pdf |

### Grupp B
| Pos | Lag                       | M | V | F | P | SV | SF | SK    | BV  | BF  | BK    | Kvalificering    |
| --- | ------------------------- | - | - | - | - | -- | -- | ----- | --- | --- | ----- | ---------------- |
| 1   | Ross – Klineman (USA)     | 3 | 3 | 0 | 6 | 6  | 1  | 6,000 | 140 | 109 | 1,284 | Åttondelsfinaler |
| 2   | Xue – Wang X (CHN)        | 3 | 2 | 1 | 5 | 4  | 3  | 1,333 | 143 | 128 | 1,117 | Åttondelsfinaler |
| 3   | Liliana – Baquerizo (ESP) | 3 | 1 | 2 | 4 | 2  | 5  | 0,400 | 108 | 137 | 0,788 | Lucky losers     |
| 4   | Keizer – Meppelink (NED)  | 3 | 0 | 3 | 3 | 3  | 6  | 0,500 | 160 | 177 | 0,904 |                  |

| 25 juli 2021 09:00 | Klineman – Ross | 2–0 | Xue – Wang X | Shiokaze Park, Tokyo Domare: Mariko Satomi (JPN), Davide Crescentini (ITA) Rapport: https://olympics.com/tokyo-2020/olympic-games/resOG2020-/pdf/OG2020-/VBV/OG2020-_VBV_C73_VBVWTEAM2-------------GPB-000100--.pdf |
| 25 juli 2021 09:00 | (21–17, 21–19)  |     |              | Shiokaze Park, Tokyo Domare: Mariko Satomi (JPN), Davide Crescentini (ITA) Rapport: https://olympics.com/tokyo-2020/olympic-games/resOG2020-/pdf/OG2020-/VBV/OG2020-_VBV_C73_VBVWTEAM2-------------GPB-000100--.pdf |

| 25 juli 2021 21:00 | Keizer – Meppelink    | 1–2 | Liliana – Baquerizo | Shiokaze Park, Tokyo Domare: Davide Crescentini (ITA), Osvaldo Sumavil (ARG) Rapport: https://olympics.com/tokyo-2020/olympic-games/resOG2020-/pdf/OG2020-/VBV/OG2020-_VBV_C73_VBVWTEAM2-------------GPB-000200--.pdf |
| 25 juli 2021 21:00 | (21–19, 18–21, 14–16) |     |                     | Shiokaze Park, Tokyo Domare: Davide Crescentini (ITA), Osvaldo Sumavil (ARG) Rapport: https://olympics.com/tokyo-2020/olympic-games/resOG2020-/pdf/OG2020-/VBV/OG2020-_VBV_C73_VBVWTEAM2-------------GPB-000200--.pdf |

| 27 juli 2021 09:00 | Klineman – Ross | 2–0 | Liliana – Baquerizo | Shiokaze Park, Tokyo Domare: Mário Ferro (BRA), Davide Crescentini (ITA) Rapport: https://olympics.com/tokyo-2020/olympic-games/resOG2020-/pdf/OG2020-/VBV/OG2020-_VBV_C73_VBVWTEAM2-------------GPB-000300--.pdf |
| 27 juli 2021 09:00 | (21–13, 21–16)  |     |                     | Shiokaze Park, Tokyo Domare: Mário Ferro (BRA), Davide Crescentini (ITA) Rapport: https://olympics.com/tokyo-2020/olympic-games/resOG2020-/pdf/OG2020-/VBV/OG2020-_VBV_C73_VBVWTEAM2-------------GPB-000300--.pdf |

| 27 juli 2021 16:00 | Keizer – Meppelink    | 1–2 | Xue – Wang X | Shiokaze Park, Tokyo Domare: Rui Carvalho (POR), Agnieszka Myszkowska (POL) Rapport: https://olympics.com/tokyo-2020/olympic-games/resOG2020-/pdf/OG2020-/VBV/OG2020-_VBV_C73_VBVWTEAM2-------------GPB-000400--.pdf |
| 27 juli 2021 16:00 | (21–19, 29–31, 13–15) |     |              | Shiokaze Park, Tokyo Domare: Rui Carvalho (POR), Agnieszka Myszkowska (POL) Rapport: https://olympics.com/tokyo-2020/olympic-games/resOG2020-/pdf/OG2020-/VBV/OG2020-_VBV_C73_VBVWTEAM2-------------GPB-000400--.pdf |

| 30 juli 2021 09:00 | Klineman – Ross      | 2–1 | Keizer – Meppelink | Shiokaze Park, Tokyo Domare: Agnieszka Myszkowska (POL), Juan Carlos Saavedra (COL) Rapport: https://olympics.com/tokyo-2020/olympic-games/resOG2020-/pdf/OG2020-/VBV/OG2020-_VBV_C73_VBVWTEAM2-------------GPB-000500--.pdf |
| 30 juli 2021 09:00 | (20–22, 21–17, 15–5) |     |                    | Shiokaze Park, Tokyo Domare: Agnieszka Myszkowska (POL), Juan Carlos Saavedra (COL) Rapport: https://olympics.com/tokyo-2020/olympic-games/resOG2020-/pdf/OG2020-/VBV/OG2020-_VBV_C73_VBVWTEAM2-------------GPB-000500--.pdf |

| 30 juli 2021 17:00 | Liliana – Baquerizo | 0–2 | Xue – Wang X | Shiokaze Park, Tokyo Domare: Davide Crescentini (ITA), Osvaldo Sumavil (ARG) Rapport: https://olympics.com/tokyo-2020/olympic-games/resOG2020-/pdf/OG2020-/VBV/OG2020-_VBV_C73_VBVWTEAM2-------------GPB-000600--.pdf |
| 30 juli 2021 17:00 | (13–21, 10–21)      |     |              | Shiokaze Park, Tokyo Domare: Davide Crescentini (ITA), Osvaldo Sumavil (ARG) Rapport: https://olympics.com/tokyo-2020/olympic-games/resOG2020-/pdf/OG2020-/VBV/OG2020-_VBV_C73_VBVWTEAM2-------------GPB-000600--.pdf |

### Grupp C
| Pos | Lag                       | M | V | F | P | SV | SF | SK    | BV  | BF  | BK    | Kvalificering    |
| --- | ------------------------- | - | - | - | - | -- | -- | ----- | --- | --- | ----- | ---------------- |
| 1   | Wang F – Xia (CHN)        | 3 | 3 | 0 | 6 | 6  | 1  | 6,000 | 138 | 106 | 1,302 | Åttondelsfinaler |
| 2   | Ágatha – Duda (BRA)       | 3 | 2 | 1 | 5 | 4  | 2  | 2,000 | 116 | 108 | 1,074 | Åttondelsfinaler |
| 3   | Bansley – Wilkerson (CAN) | 3 | 1 | 2 | 4 | 3  | 4  | 0,750 | 126 | 128 | 0,984 | Åttondelsfinaler |
| 4   | Gallay – Pereyra (ARG)    | 3 | 0 | 3 | 3 | 0  | 6  | 0,000 | 89  | 127 | 0,701 |                  |

| 24 juli 2021 11:00 | Ágatha – Duda  | 2–0 | Gallay – Pereyra | Shiokaze Park, Tokyo Domare: José María Padrón (ESP), Agnieszka Myszkowska (POL) Rapport: https://olympics.com/tokyo-2020/olympic-games/resOG2020-/pdf/OG2020-/VBV/OG2020-_VBV_C73_VBVWTEAM2-------------GPC-000100--.pdf |
| 24 juli 2021 11:00 | (21–19, 21–11) |     |                  | Shiokaze Park, Tokyo Domare: José María Padrón (ESP), Agnieszka Myszkowska (POL) Rapport: https://olympics.com/tokyo-2020/olympic-games/resOG2020-/pdf/OG2020-/VBV/OG2020-_VBV_C73_VBVWTEAM2-------------GPC-000100--.pdf |

| 24 juli 2021 20:00 | Bansley – Wilkerson   | 1–2 | Wang F – Xia | Shiokaze Park, Tokyo Domare: Juan Carlos Saavedra (COL), José María Padrón (ESP) Rapport: https://olympics.com/tokyo-2020/olympic-games/resOG2020-/pdf/OG2020-/VBV/OG2020-_VBV_C73_VBVWTEAM2-------------GPC-000200--.pdf |
| 24 juli 2021 20:00 | (21–18, 15–21, 11–15) |     |              | Shiokaze Park, Tokyo Domare: Juan Carlos Saavedra (COL), José María Padrón (ESP) Rapport: https://olympics.com/tokyo-2020/olympic-games/resOG2020-/pdf/OG2020-/VBV/OG2020-_VBV_C73_VBVWTEAM2-------------GPC-000200--.pdf |

| 27 juli 2021 11:00 | Bansley – Wilkerson | 2–0 | Gallay – Pereyra | Shiokaze Park, Tokyo Domare: Mariko Satomi (JPN), Mário Ferro (BRA) Rapport: https://olympics.com/tokyo-2020/olympic-games/resOG2020-/pdf/OG2020-/VBV/OG2020-_VBV_C73_VBVWTEAM2-------------GPC-000300--.pdf |
| 27 juli 2021 11:00 | (22–20, 21–12)      |     |                  | Shiokaze Park, Tokyo Domare: Mariko Satomi (JPN), Mário Ferro (BRA) Rapport: https://olympics.com/tokyo-2020/olympic-games/resOG2020-/pdf/OG2020-/VBV/OG2020-_VBV_C73_VBVWTEAM2-------------GPC-000300--.pdf |

| 27 juli 2021 22:00 | Ágatha – Duda  | 0–2 | Wang F – Xia | Shiokaze Park, Tokyo Domare: Davide Crescentini (ITA), Osvaldo Sumavil (ARG) Rapport: https://olympics.com/tokyo-2020/olympic-games/resOG2020-/pdf/OG2020-/VBV/OG2020-_VBV_C73_VBVWTEAM2-------------GPC-000400--.pdf |
| 27 juli 2021 22:00 | (18–21, 14–21) |     |              | Shiokaze Park, Tokyo Domare: Davide Crescentini (ITA), Osvaldo Sumavil (ARG) Rapport: https://olympics.com/tokyo-2020/olympic-games/resOG2020-/pdf/OG2020-/VBV/OG2020-_VBV_C73_VBVWTEAM2-------------GPC-000400--.pdf |

| 29 juli 2021 20:00 | Wang F – Xia   | 2–0 | Gallay – Pereyra | Shiokaze Park, Tokyo Domare: Giovanni Bake (RSA), Roman Pristovakin (RUS) Rapport: https://olympics.com/tokyo-2020/olympic-games/resOG2020-/pdf/OG2020-/VBV/OG2020-_VBV_C73_VBVWTEAM2-------------GPC-000500--.pdf |
| 29 juli 2021 20:00 | (21–14, 21–13) |     |                  | Shiokaze Park, Tokyo Domare: Giovanni Bake (RSA), Roman Pristovakin (RUS) Rapport: https://olympics.com/tokyo-2020/olympic-games/resOG2020-/pdf/OG2020-/VBV/OG2020-_VBV_C73_VBVWTEAM2-------------GPC-000500--.pdf |

| 29 juli 2021 21:00 | Ágatha – Duda  | 2–0 | Bansley – Wilkerson | Shiokaze Park, Tokyo Domare: Osvaldo Sumavil (ARG), Davide Crescentini (ITA) Rapport: https://olympics.com/tokyo-2020/olympic-games/resOG2020-/pdf/OG2020-/VBV/OG2020-_VBV_C73_VBVWTEAM2-------------GPC-000600--.pdf |
| 29 juli 2021 21:00 | (21–18, 21–18) |     |                     | Shiokaze Park, Tokyo Domare: Osvaldo Sumavil (ARG), Davide Crescentini (ITA) Rapport: https://olympics.com/tokyo-2020/olympic-games/resOG2020-/pdf/OG2020-/VBV/OG2020-_VBV_C73_VBVWTEAM2-------------GPC-000600--.pdf |

### Grupp D
| Pos | Lag                          | M | V | F | P | SV | SF | SK    | BV  | BF  | BK    | Kvalificering    |
| --- | ---------------------------- | - | - | - | - | -- | -- | ----- | --- | --- | ----- | ---------------- |
| 1   | Claes – Sponcil (USA)        | 3 | 3 | 0 | 6 | 6  | 2  | 3,000 | 147 | 110 | 1,336 | Åttondelsfinaler |
| 2   | Graudiņa – Kravčenoka (LAT)  | 3 | 2 | 1 | 5 | 5  | 3  | 1,667 | 135 | 120 | 1,125 | Åttondelsfinaler |
| 3   | Ana Patrícia – Rebecca (BRA) | 3 | 1 | 2 | 4 | 4  | 4  | 1,000 | 141 | 125 | 1,128 | Åttondelsfinaler |
| 4   | Makokha – Khadambi (KEN)     | 3 | 0 | 3 | 3 | 0  | 6  | 0,000 | 58  | 126 | 0,460 |                  |

| 26 juli 2021 09:00 | Claes – Sponcil       | 2–1 | Kravčenoka – Graudiņa | Shiokaze Park, Tokyo Domare: Charalampos Papadogoulas (GRE), Giovanni Bake (RSA) Rapport: https://olympics.com/tokyo-2020/olympic-games/resOG2020-/pdf/OG2020-/VBV/OG2020-_VBV_C73_VBVWTEAM2-------------GPD-000100--.pdf |
| 26 juli 2021 09:00 | (21–13, 16–21, 15–11) |     |                       | Shiokaze Park, Tokyo Domare: Charalampos Papadogoulas (GRE), Giovanni Bake (RSA) Rapport: https://olympics.com/tokyo-2020/olympic-games/resOG2020-/pdf/OG2020-/VBV/OG2020-_VBV_C73_VBVWTEAM2-------------GPD-000100--.pdf |

| 26 juli 2021 11:00 | Ana Patrícia – Rebecca | 2–0 | Makokha – Khadambi | Shiokaze Park, Tokyo Domare: Agnieszka Myszkowska (POL), Charalampos Papadogoulas (GRE) Rapport: https://olympics.com/tokyo-2020/olympic-games/resOG2020-/pdf/OG2020-/VBV/OG2020-_VBV_C73_VBVWTEAM2-------------GPD-000200--.pdf |
| 26 juli 2021 11:00 | (21–15, 21–9)          |     |                    | Shiokaze Park, Tokyo Domare: Agnieszka Myszkowska (POL), Charalampos Papadogoulas (GRE) Rapport: https://olympics.com/tokyo-2020/olympic-games/resOG2020-/pdf/OG2020-/VBV/OG2020-_VBV_C73_VBVWTEAM2-------------GPD-000200--.pdf |

| 28 juli 2021 11:00 | Ana Patrícia – Rebecca | 1–2 | Kravčenoka – Graudiņa | Shiokaze Park, Tokyo Domare: Juan Carlos Saavedra (COL), Charalampos Papadogoulas (GRE) Rapport: https://olympics.com/tokyo-2020/olympic-games/resOG2020-/pdf/OG2020-/VBV/OG2020-_VBV_C73_VBVWTEAM2-------------GPD-000300--.pdf |
| 28 juli 2021 11:00 | (15–21, 21–12, 12–15)  |     |                       | Shiokaze Park, Tokyo Domare: Juan Carlos Saavedra (COL), Charalampos Papadogoulas (GRE) Rapport: https://olympics.com/tokyo-2020/olympic-games/resOG2020-/pdf/OG2020-/VBV/OG2020-_VBV_C73_VBVWTEAM2-------------GPD-000300--.pdf |

| 29 juli 2021 09:00 | Claes – Sponcil | 2–0 | Makokha – Khadambi | Shiokaze Park, Tokyo Domare: Mariko Satomi (JPN), Giovanni Bake (RSA) Rapport: https://olympics.com/tokyo-2020/olympic-games/resOG2020-/pdf/OG2020-/VBV/OG2020-_VBV_C73_VBVWTEAM2-------------GPD-000400--.pdf |
| 29 juli 2021 09:00 | (21–8, 21–6)    |     |                    | Shiokaze Park, Tokyo Domare: Mariko Satomi (JPN), Giovanni Bake (RSA) Rapport: https://olympics.com/tokyo-2020/olympic-games/resOG2020-/pdf/OG2020-/VBV/OG2020-_VBV_C73_VBVWTEAM2-------------GPD-000400--.pdf |

| 31 juli 2021 09:00 | Ana Patrícia – Rebecca | 1–2 | Claes – Sponcil | Shiokaze Park, Tokyo Domare: Wang Lijun (CHN), Roman Pristovakin (RUS) Rapport: https://olympics.com/tokyo-2020/olympic-games/resOG2020-/pdf/OG2020-/VBV/OG2020-_VBV_C73_VBVWTEAM2-------------GPD-000500--.pdf |
| 31 juli 2021 09:00 | (21–17, 19–21, 11–15)  |     |                 | Shiokaze Park, Tokyo Domare: Wang Lijun (CHN), Roman Pristovakin (RUS) Rapport: https://olympics.com/tokyo-2020/olympic-games/resOG2020-/pdf/OG2020-/VBV/OG2020-_VBV_C73_VBVWTEAM2-------------GPD-000500--.pdf |

| 31 juli 2021 10:00 | Kravčenoka – Graudiņa | 2–0 | Makokha – Khadambi | Shiokaze Park, Tokyo Domare: Osvaldo Sumavil (ARG), Mário Ferro (BRA) Rapport: https://olympics.com/tokyo-2020/olympic-games/resOG2020-/pdf/OG2020-/VBV/OG2020-_VBV_C73_VBVWTEAM2-------------GPD-000600--.pdf |
| 31 juli 2021 10:00 | (21–6, 21–14)         |     |                    | Shiokaze Park, Tokyo Domare: Osvaldo Sumavil (ARG), Mário Ferro (BRA) Rapport: https://olympics.com/tokyo-2020/olympic-games/resOG2020-/pdf/OG2020-/VBV/OG2020-_VBV_C73_VBVWTEAM2-------------GPD-000600--.pdf |

### Grupp E
| Pos | Lag                              | M | V | F | P | SV | SF | SK    | BV  | BF  | BK    | Kvalificering    |
| --- | -------------------------------- | - | - | - | - | -- | -- | ----- | --- | --- | ----- | ---------------- |
| 1   | Makroguzova – Kholomina (ROC)    | 3 | 3 | 0 | 6 | 6  | 1  | 6,000 | 135 | 101 | 1,337 | Åttondelsfinaler |
| 2   | Artacho del Solar – Clancy (AUS) | 3 | 2 | 1 | 5 | 5  | 2  | 2,500 | 126 | 119 | 1,059 | Åttondelsfinaler |
| 3   | Lidy – Leila (CUB)               | 3 | 1 | 2 | 4 | 2  | 4  | 0,500 | 98  | 116 | 0,845 | Lucky losers     |
| 4   | Menegatti – Orsi Toth (ITA)      | 3 | 0 | 3 | 3 | 0  | 6  | 0,000 | 104 | 127 | 0,819 |                  |

| 25 juli 2021 12:00 | Clancy – Artacho del Solar | 2–0 | Lidy – Leila | Shiokaze Park, Tokyo Domare: Mário Ferro (BRA), Wang Lijun (CHN) Rapport: https://olympics.com/tokyo-2020/olympic-games/resOG2020-/pdf/OG2020-/VBV/OG2020-_VBV_C73_VBVWTEAM2-------------GPE-000100--.pdf |
| 25 juli 2021 12:00 | (21–15, 21–14)             |     |              | Shiokaze Park, Tokyo Domare: Mário Ferro (BRA), Wang Lijun (CHN) Rapport: https://olympics.com/tokyo-2020/olympic-games/resOG2020-/pdf/OG2020-/VBV/OG2020-_VBV_C73_VBVWTEAM2-------------GPE-000100--.pdf |

| 25 juli 2021 15:00 | Makroguzova – Kholomina | 2–0 | Menegatti – Orsi Toth | Shiokaze Park, Tokyo Domare: Charalampos Papadogoulas (GRE), Agnieszka Myszkowska (POL) Rapport: https://olympics.com/tokyo-2020/olympic-games/resOG2020-/pdf/OG2020-/VBV/OG2020-_VBV_C73_VBVWTEAM2-------------GPE-000200--.pdf |
| 25 juli 2021 15:00 | (21–18, 21–15)          |     |                       | Shiokaze Park, Tokyo Domare: Charalampos Papadogoulas (GRE), Agnieszka Myszkowska (POL) Rapport: https://olympics.com/tokyo-2020/olympic-games/resOG2020-/pdf/OG2020-/VBV/OG2020-_VBV_C73_VBVWTEAM2-------------GPE-000200--.pdf |

| 28 juli 2021 16:00 | Makroguzova – Kholomina | 2–0 | Lidy – Leila | Shiokaze Park, Tokyo Domare: Davide Crescentini (ITA), Osvaldo Sumavil (ARG) Rapport: https://olympics.com/tokyo-2020/olympic-games/resOG2020-/pdf/OG2020-/VBV/OG2020-_VBV_C73_VBVWTEAM2-------------GPE-000300--.pdf |
| 28 juli 2021 16:00 | (21–16, 21–11)          |     |              | Shiokaze Park, Tokyo Domare: Davide Crescentini (ITA), Osvaldo Sumavil (ARG) Rapport: https://olympics.com/tokyo-2020/olympic-games/resOG2020-/pdf/OG2020-/VBV/OG2020-_VBV_C73_VBVWTEAM2-------------GPE-000300--.pdf |

| 28 juli 2021 21:00 | Clancy – Artacho del Solar | 2–0 | Menegatti – Orsi Toth | Shiokaze Park, Tokyo Domare: Agnieszka Myszkowska (POL), Charalampos Papadogoulas (GRE) Rapport: https://olympics.com/tokyo-2020/olympic-games/resOG2020-/pdf/OG2020-/VBV/OG2020-_VBV_C73_VBVWTEAM2-------------GPE-000400--.pdf |
| 28 juli 2021 21:00 | (22–20, 21–19)             |     |                       | Shiokaze Park, Tokyo Domare: Agnieszka Myszkowska (POL), Charalampos Papadogoulas (GRE) Rapport: https://olympics.com/tokyo-2020/olympic-games/resOG2020-/pdf/OG2020-/VBV/OG2020-_VBV_C73_VBVWTEAM2-------------GPE-000400--.pdf |

| 30 juli 2021 15:00 | Clancy – Artacho del Solar | 1–2 | Makroguzova – Kholomina | Shiokaze Park, Tokyo Domare: Osvaldo Sumavil (ARG), Giovanni Bake (RSA) Rapport: https://olympics.com/tokyo-2020/olympic-games/resOG2020-/pdf/OG2020-/VBV/OG2020-_VBV_C73_VBVWTEAM2-------------GPE-000500--.pdf |
| 30 juli 2021 15:00 | (8–21, 21–15, 12–15)       |     |                         | Shiokaze Park, Tokyo Domare: Osvaldo Sumavil (ARG), Giovanni Bake (RSA) Rapport: https://olympics.com/tokyo-2020/olympic-games/resOG2020-/pdf/OG2020-/VBV/OG2020-_VBV_C73_VBVWTEAM2-------------GPE-000500--.pdf |

| 30 juli 2021 20:00 | Menegatti – Orsi Toth | 0–2 | Lidy – Leila | Shiokaze Park, Tokyo Domare: José María Padrón (ESP), Agnieszka Myszkowska (POL) Rapport: https://olympics.com/tokyo-2020/olympic-games/resOG2020-/pdf/OG2020-/VBV/OG2020-_VBV_C73_VBVWTEAM2-------------GPE-000600--.pdf |
| 30 juli 2021 20:00 | (16–21, 16–21)        |     |              | Shiokaze Park, Tokyo Domare: José María Padrón (ESP), Agnieszka Myszkowska (POL) Rapport: https://olympics.com/tokyo-2020/olympic-games/resOG2020-/pdf/OG2020-/VBV/OG2020-_VBV_C73_VBVWTEAM2-------------GPE-000600--.pdf |

### Grupp F
| Pos | Lag                        | M | V | F | P | SV | SF | SK    | BV  | BF  | BK    | Kvalificering    |
| --- | -------------------------- | - | - | - | - | -- | -- | ----- | --- | --- | ----- | ---------------- |
| 1   | Hüberli – Betschart (SUI)  | 3 | 3 | 0 | 6 | 6  | 2  | 3,000 | 111 | 111 | 1,000 | Åttondelsfinaler |
| 2   | Ludwig – Kozuch (GER)      | 3 | 2 | 1 | 5 | 5  | 2  | 2,500 | 102 | 98  | 1,041 | Åttondelsfinaler |
| 3   | Ishii – Murakami (JPN)     | 3 | 1 | 2 | 4 | 3  | 4  | 0,750 | 89  | 93  | 0,957 | Lucky losers     |
| 4   | Hermannová – Sluková (CZE) | 3 | 0 | 3 | 3 | 0  | 6  | 0,000 | 0   | 126 | 0,000 | Did not start    |

1. ↑  Hermannova – Slukova (CZE) kunde inte spela p.g.a. Covid-19-regler. I enligt med reglerna fick utses motståndarna därför till vinnare och fick två poäng, medan laget utsågs till förlorare och fick en poäng.[9]

| 24 juli 2021 09:00 | Ishii – Murakami | 2–0 Utsedd | Hermannová – Sluková | Shiokaze Park, Tokyo Domare: Agnieszka Myszkowska (POL), Juan Carlos Saavedra (COL) Rapport: https://olympics.com/tokyo-2020/olympic-games/resOG2020-/pdf/OG2020-/VBV/OG2020-_VBV_C73_VBVWTEAM2-------------GPF-000100--.pdf |
| 24 juli 2021 09:00 |                  |            |                      | Shiokaze Park, Tokyo Domare: Agnieszka Myszkowska (POL), Juan Carlos Saavedra (COL) Rapport: https://olympics.com/tokyo-2020/olympic-games/resOG2020-/pdf/OG2020-/VBV/OG2020-_VBV_C73_VBVWTEAM2-------------GPF-000100--.pdf |

| 24 juli 2021 15:00 | Betschart – Hüberli   | 2–1 | Kozuch – Ludwig | Shiokaze Park, Tokyo Domare: Brig Beatie (USA), Mariko Satomi (JPN) Rapport: https://olympics.com/tokyo-2020/olympic-games/resOG2020-/pdf/OG2020-/VBV/OG2020-_VBV_C73_VBVWTEAM2-------------GPF-000200--.pdf |
| 24 juli 2021 15:00 | (23–25, 22–20, 16–14) |     |                 | Shiokaze Park, Tokyo Domare: Brig Beatie (USA), Mariko Satomi (JPN) Rapport: https://olympics.com/tokyo-2020/olympic-games/resOG2020-/pdf/OG2020-/VBV/OG2020-_VBV_C73_VBVWTEAM2-------------GPF-000200--.pdf |

| 26 juli 2021 16:00 | Betschart – Hüberli | 2–0 Utsedd | Hermannová – Sluková | Shiokaze Park, Tokyo Rapport: https://olympics.com/tokyo-2020/olympic-games/resOG2020-/pdf/OG2020-/VBV/OG2020-_VBV_C73_VBVWTEAM2-------------GPF-000300--.pdf |
| 26 juli 2021 16:00 |                     |            |                      | Shiokaze Park, Tokyo Rapport: https://olympics.com/tokyo-2020/olympic-games/resOG2020-/pdf/OG2020-/VBV/OG2020-_VBV_C73_VBVWTEAM2-------------GPF-000300--.pdf |

| 26 juli 2021 20:00 | Ishii – Murakami | 0–2 | Kozuch – Ludwig | Shiokaze Park, Tokyo Domare: Giovanni Bake (RSA), Juan Carlos Saavedra (COL) Rapport: https://olympics.com/tokyo-2020/olympic-games/resOG2020-/pdf/OG2020-/VBV/OG2020-_VBV_C73_VBVWTEAM2-------------GPF-000400--.pdf |
| 26 juli 2021 20:00 | (17–21, 20–22)   |     |                 | Shiokaze Park, Tokyo Domare: Giovanni Bake (RSA), Juan Carlos Saavedra (COL) Rapport: https://olympics.com/tokyo-2020/olympic-games/resOG2020-/pdf/OG2020-/VBV/OG2020-_VBV_C73_VBVWTEAM2-------------GPF-000400--.pdf |

| 28 juli 2021 10:00 | Ishii – Murakami      | 1–2 | Betschart – Hüberli | Shiokaze Park, Tokyo Domare: Rui Carvalho (POR), Brig Beatie (USA) Rapport: https://olympics.com/tokyo-2020/olympic-games/resOG2020-/pdf/OG2020-/VBV/OG2020-_VBV_C73_VBVWTEAM2-------------GPF-000500--.pdf |
| 28 juli 2021 10:00 | (21–14, 19–21, 12–15) |     |                     | Shiokaze Park, Tokyo Domare: Rui Carvalho (POR), Brig Beatie (USA) Rapport: https://olympics.com/tokyo-2020/olympic-games/resOG2020-/pdf/OG2020-/VBV/OG2020-_VBV_C73_VBVWTEAM2-------------GPF-000500--.pdf |

| 28 juli 2021 15:00 | Kozuch – Ludwig | 2–0 Utsett | Hermannová – Sluková | Shiokaze Park, Tokyo Rapport: https://olympics.com/tokyo-2020/olympic-games/resOG2020-/pdf/OG2020-/VBV/OG2020-_VBV_C73_VBVWTEAM2-------------GPF-000600--.pdf |
| 28 juli 2021 15:00 |                 |            |                      | Shiokaze Park, Tokyo Rapport: https://olympics.com/tokyo-2020/olympic-games/resOG2020-/pdf/OG2020-/VBV/OG2020-_VBV_C73_VBVWTEAM2-------------GPF-000600--.pdf |

### Lucky losers
The table below shows the ranking of third-placed lag in the preliminary round. The top two lag advanced till next round automatically. The other lag competed for the two remaining spots. The third-ranked lag played against the sixth-ranked lag, and the fourth-ranked lag played against the fifth-ranked lag.

| Pos | Lag                          | M | V | F | P | SV | SF | SK    | BV  | BF  | BK    | Kvalificering        |
| --- | ---------------------------- | - | - | - | - | -- | -- | ----- | --- | --- | ----- | -------------------- |
| 1   | Ana Patrícia – Rebecca (BRA) | 3 | 1 | 2 | 4 | 4  | 4  | 1,000 | 141 | 125 | 1,128 | Åttondelsfinaler     |
| 2   | Bansley – Wilkerson (CAN)    | 3 | 1 | 2 | 4 | 3  | 4  | 0,750 | 126 | 128 | 0,984 | Åttondelsfinaler     |
| 3   | Ishii – Murakami (JPN)       | 3 | 1 | 2 | 4 | 3  | 4  | 0,750 | 89  | 93  | 0,957 | Lucky loser playoffs |
| 4   | Stam – Schoon (NED)          | 3 | 1 | 2 | 4 | 2  | 4  | 0,500 | 113 | 123 | 0,919 | Lucky loser playoffs |
| 5   | Lidy – Leila (CUB)           | 3 | 1 | 2 | 4 | 2  | 4  | 0,500 | 98  | 116 | 0,845 | Lucky loser playoffs |
| 6   | Liliana – Baquerizo (ESP)    | 3 | 1 | 2 | 4 | 2  | 5  | 0,400 | 108 | 137 | 0,788 | Lucky loser playoffs |

#### Lucky loser playoffs
| 31 juli 2021 17:00 | Ishii – Murakami | 0–2 | Liliana – Baquerizo | Shiokaze Park, Tokyo Domare: Charalampos Papadogoulas (GRE), Brig Beatie (USA) Rapport: Rapport |
| 31 juli 2021 17:00 | (15–21, 10–21)   |     |                     | Shiokaze Park, Tokyo Domare: Charalampos Papadogoulas (GRE), Brig Beatie (USA) Rapport: Rapport |

| 31 juli 2021 20:00 | Stam – Schoon  | 0–2 | Lidy – Leila | Shiokaze Park, Tokyo Domare: Roman Pristovakin (RUS), Giovanni Bake (RSA) Rapport: Rapport |
| 31 juli 2021 20:00 | (17–21, 17–21) |     |              | Shiokaze Park, Tokyo Domare: Roman Pristovakin (RUS), Giovanni Bake (RSA) Rapport: Rapport |

## Slutspel
Slutspelet lottades efter att gruppspelet spelats färdigt.

### Bracket
|  | Åttondelsfinaler                 | Åttondelsfinaler                 |                                  |   | Kvartsfinaler                | Kvartsfinaler |           |           | Semifinaler | Semifinaler |  |  | Gold medal | Gold medal |
|  |                                  |                                  |                                  |   |                              |               |           |           |             |             |  |  |            |            |
|  | 2 augusti                        |                                  |                                  |   |                              |               |           |           |             |             |  |  |            |            |
|  |                                  |                                  |                                  |   |                              |               |           |           |             |             |  |  |            |            |
|  | Pavan – Humana-Paredes (CAN)     | 2                                |                                  |   |                              |               |           |           |             |             |  |  |            |            |
|  | Pavan – Humana-Paredes (CAN)     | 2                                | 3 augusti                        |   |                              |               |           |           |             |             |  |  |            |            |
|  | Liliana – Baquerizo (ESP)        | 0                                |                                  |   |                              |               |           |           |             |             |  |  |            |            |
|  | Liliana – Baquerizo (ESP)        | 0                                | Pavan – Humana-Paredes (CAN)     | 1 |                              |               |           |           |             |             |  |  |            |            |
|  | 1 augusti                        |                                  | Pavan – Humana-Paredes (CAN)     | 1 |                              |               |           |           |             |             |  |  |            |            |
|  |                                  | Clancy – Artacho del Solar (AUS) | 2                                |   |                              |               |           |           |             |             |  |  |            |            |
|  | Clancy – Artacho del Solar (AUS) | Clancy – Artacho del Solar (AUS) | 2                                | 2 |                              |               |           |           |             |             |  |  |            |            |
|  | Clancy – Artacho del Solar (AUS) |                                  | 5 augusti                        | 2 |                              |               |           |           |             |             |  |  |            |            |
|  | Xue – Wang X (CHN)               | 0                                |                                  |   |                              |               |           |           |             |             |  |  |            |            |
|  | Xue – Wang X (CHN)               | 0                                | Clancy – Artacho del Solar (AUS) | 2 |                              |               |           |           |             |             |  |  |            |            |
|  | 1 augusti                        |                                  | Clancy – Artacho del Solar (AUS) | 2 |                              |               |           |           |             |             |  |  |            |            |
|  |                                  | Kravčenoka – Graudiņa (LAT)      | 0                                |   |                              |               |           |           |             |             |  |  |            |            |
|  | Makroguzova – Kholomina (ROC)    | Kravčenoka – Graudiņa (LAT)      | 0                                | 1 |                              |               |           |           |             |             |  |  |            |            |
|  | Makroguzova – Kholomina (ROC)    | 3 augusti                        |                                  | 1 |                              |               |           |           |             |             |  |  |            |            |
|  | Kravčenoka – Graudiņa (LAT)      | 2                                |                                  |   |                              |               |           |           |             |             |  |  |            |            |
|  | Kravčenoka – Graudiņa (LAT)      | 2                                | Kravčenoka – Graudiņa (LAT)      | 2 |                              |               |           |           |             |             |  |  |            |            |
|  | 1 augusti                        |                                  | Kravčenoka – Graudiņa (LAT)      | 2 |                              |               |           |           |             |             |  |  |            |            |
|  |                                  | Bansley – Wilkerson (CAN)        | 1                                |   |                              |               |           |           |             |             |  |  |            |            |
|  | Bansley – Wilkerson (CAN)        | Bansley – Wilkerson (CAN)        | 1                                | 2 |                              |               |           |           |             |             |  |  |            |            |
|  | Bansley – Wilkerson (CAN)        |                                  | 6 augusti                        | 2 |                              |               |           |           |             |             |  |  |            |            |
|  | Claes – Sponcil (USA)            | 1                                |                                  |   |                              |               |           |           |             |             |  |  |            |            |
|  | Claes – Sponcil (USA)            | 1                                | Clancy – Artacho del Solar (AUS) | 0 |                              |               |           |           |             |             |  |  |            |            |
|  | 1 augusti                        |                                  | Clancy – Artacho del Solar (AUS) | 0 |                              |               |           |           |             |             |  |  |            |            |
|  |                                  | Ross – Klineman (USA)            | 2                                |   |                              |               |           |           |             |             |  |  |            |            |
|  | Wang F – Xia (CHN)               | Ross – Klineman (USA)            | 2                                | 0 |                              |               |           |           |             |             |  |  |            |            |
|  | Wang F – Xia (CHN)               | 3 augusti                        |                                  | 0 |                              |               |           |           |             |             |  |  |            |            |
|  | Ana Patrícia – Rebecca (BRA)     | 2                                |                                  |   |                              |               |           |           |             |             |  |  |            |            |
|  | Ana Patrícia – Rebecca (BRA)     | 2                                | Ana Patrícia – Rebecca (BRA)     | 1 |                              |               |           |           |             |             |  |  |            |            |
|  | 1 augusti                        |                                  | Ana Patrícia – Rebecca (BRA)     | 1 |                              |               |           |           |             |             |  |  |            |            |
|  |                                  | Heidrich – Vergé-Dépré (SUI)     | 2                                |   |                              |               |           |           |             |             |  |  |            |            |
|  | Heidrich – Vergé-Dépré (SUI)     | Heidrich – Vergé-Dépré (SUI)     | 2                                | 2 |                              |               |           |           |             |             |  |  |            |            |
|  | Heidrich – Vergé-Dépré (SUI)     |                                  | 5 augusti                        | 2 |                              |               |           |           |             |             |  |  |            |            |
|  | Hüberli – Betschart (SUI)        | 1                                |                                  |   |                              |               |           |           |             |             |  |  |            |            |
|  | Hüberli – Betschart (SUI)        | 1                                | Heidrich – Vergé-Dépré (SUI)     | 0 |                              |               |           |           |             |             |  |  |            |            |
|  | 1 augusti                        |                                  | Heidrich – Vergé-Dépré (SUI)     | 0 |                              |               |           |           |             |             |  |  |            |            |
|  |                                  | Ross – Klineman (USA)            | 2                                |   | Bronsmatch                   | Bronsmatch    |           |           |             |             |  |  |            |            |
|  | Kozuch – Ludwig (GER)            | Ross – Klineman (USA)            | 2                                | 2 | Bronsmatch                   | Bronsmatch    |           |           |             |             |  |  |            |            |
|  | Kozuch – Ludwig (GER)            | 3 augusti                        | 3 augusti                        | 2 |                              |               | 6 augusti | 6 augusti |             |             |  |  |            |            |
|  | Ágatha – Duda (BRA)              | 3 augusti                        | 3 augusti                        | 1 |                              |               | 6 augusti | 6 augusti |             |             |  |  |            |            |
|  | Ágatha – Duda (BRA)              | Kozuch – Ludwig (GER)            | 0                                | 1 | Kravčenoka – Graudiņa (LAT)  | 0             |           |           |             |             |  |  |            |            |
|  | 2 augusti                        | Kozuch – Ludwig (GER)            | 0                                |   | Kravčenoka – Graudiņa (LAT)  | 0             |           |           |             |             |  |  |            |            |
|  |                                  | Ross – Klineman (USA)            | 2                                |   | Heidrich – Vergé-Dépré (SUI) | 2             |           |           |             |             |  |  |            |            |
|  | Lidy – Leila (CUB)               | Ross – Klineman (USA)            | 2                                | 0 | Heidrich – Vergé-Dépré (SUI) | 2             |           |           |             |             |  |  |            |            |
|  | Lidy – Leila (CUB)               |                                  |                                  | 0 |                              |               |           |           |             |             |  |  |            |            |
|  | Ross – Klineman (USA)            | 2                                |                                  |   |                              |               |           |           |             |             |  |  |            |            |
|  | Ross – Klineman (USA)            | 2                                |                                  |   |                              |               |           |           |             |             |  |  |            |            |

### Åttondelsfinaler
| 1 augusti 2021 09:00 | Bansley – Wilkerson   | 2–1 | Claes – Sponcil | Shiokaze Park, Tokyo Domare: Agnieszka Myszkowska (POL), Rui Carvalho (POR) Rapport: Rapport |
| 1 augusti 2021 09:00 | (22–24, 21–18, 15–13) |     |                 | Shiokaze Park, Tokyo Domare: Agnieszka Myszkowska (POL), Rui Carvalho (POR) Rapport: Rapport |

| 1 augusti 2021 10:00 | Wang F – Xia   | 0–2 | Ana Patrícia – Rebecca | Shiokaze Park, Tokyo Domare: José María Padrón (ESP), Juan Carlos Saavedra (COL) Rapport: Rapport |
| 1 augusti 2021 10:00 | (14–21, 21–23) |     |                        | Shiokaze Park, Tokyo Domare: José María Padrón (ESP), Juan Carlos Saavedra (COL) Rapport: Rapport |

| 1 augusti 2021 14:00 | Makroguzova – Kholomina | 1–2 | Kravčenoka – Graudiņa | Shiokaze Park, Tokyo Domare: Wang Lijun (CHN), Davide Crescentini (ITA) Rapport: Rapport |
| 1 augusti 2021 14:00 | (21–16, 17–21, 13–15)   |     |                       | Shiokaze Park, Tokyo Domare: Wang Lijun (CHN), Davide Crescentini (ITA) Rapport: Rapport |

| 1 augusti 2021 17:00 | Kozuch – Ludwig       | 2–1 | Ágatha – Duda | Shiokaze Park, Tokyo Domare: Charalampos Papadogoulas (GRE), Agnieszka Myszkowska (POL) Rapport: Rapport |
| 1 augusti 2021 17:00 | (21–19, 19–21, 16–14) |     |               | Shiokaze Park, Tokyo Domare: Charalampos Papadogoulas (GRE), Agnieszka Myszkowska (POL) Rapport: Rapport |

| 1 augusti 2021 18:00 | Heidrich – Vergé-Dépré | 2–1 | Betschart – Hüberli | Shiokaze Park, Tokyo Domare: Mariko Satomi (JPN), Brig Beatie (USA) Rapport: Rapport |
| 1 augusti 2021 18:00 | (21–12, 19–21, 23–21)  |     |                     | Shiokaze Park, Tokyo Domare: Mariko Satomi (JPN), Brig Beatie (USA) Rapport: Rapport |

| 1 augusti 2021 21:00 | Clancy – Artacho del Solar | 2–0 | Xue – Wang X | Shiokaze Park, Tokyo Domare: Roman Pristovakin (RUS), Giovanni Bake (RSA) Rapport: Rapport |
| 1 augusti 2021 21:00 | (22–20, 21–13)             |     |              | Shiokaze Park, Tokyo Domare: Roman Pristovakin (RUS), Giovanni Bake (RSA) Rapport: Rapport |

| 2 augusti 2021 09:00 | Lidy – Leila   | 0–2 | Klineman – Ross | Shiokaze Park, Tokyo Domare: Rui Carvalho (POR), Mariko Satomi (JPN) Rapport: Rapport |
| 2 augusti 2021 09:00 | (17–21, 15–21) |     |                 | Shiokaze Park, Tokyo Domare: Rui Carvalho (POR), Mariko Satomi (JPN) Rapport: Rapport |

| 2 augusti 2021 10:00 | Pavan – Humana-Paredes | 2–0 | Liliana – Baquerizo | Shiokaze Park, Tokyo Domare: Lijun Colombia Juan (COL), Agnieszka Myszkowska (POL) Rapport: Rapport |
| 2 augusti 2021 10:00 | (21–13, 21–13)         |     |                     | Shiokaze Park, Tokyo Domare: Lijun Colombia Juan (COL), Agnieszka Myszkowska (POL) Rapport: Rapport |

### Kvartsfinaler
| 3 augusti 2021 09:00 | Kozuch – Ludwig | 0–2 | Klineman – Ross | Shiokaze Park, Tokyo Domare: Juan Carlos Saavedra (COL), Charalampos Papadogoulas (GRE) Rapport: Rapport |
| 3 augusti 2021 09:00 | (19–21, 19–21)  |     |                 | Shiokaze Park, Tokyo Domare: Juan Carlos Saavedra (COL), Charalampos Papadogoulas (GRE) Rapport: Rapport |

| 3 augusti 2021 10:00 | Ana Patrícia – Rebecca | 1–2 | Heidrich – Vergé-Dépré | Shiokaze Park, Tokyo Domare: Agnieszka Myszkowska (POL), Brig Beatie (USA) Rapport: Rapport |
| 3 augusti 2021 10:00 | (19–21, 21–18, 12–15)  |     |                        | Shiokaze Park, Tokyo Domare: Agnieszka Myszkowska (POL), Brig Beatie (USA) Rapport: Rapport |

| 3 augusti 2021 21:00 | Kravčenoka – Graudiņa | 2–1 | Bansley – Wilkerson | Shiokaze Park, Tokyo Domare: Davide Crescentini (ITA), Osvaldo Sumavil (ARG) Rapport: Rapport |
| 3 augusti 2021 21:00 | (21–13, 18–21, 15–11) |     |                     | Shiokaze Park, Tokyo Domare: Davide Crescentini (ITA), Osvaldo Sumavil (ARG) Rapport: Rapport |

| 3 augusti 2021 22:00 | Pavan – Humana-Paredes | 1–2 | Clancy – Artacho del Solar | Shiokaze Park, Tokyo Domare: José María Padrón (ESP), Wang Lijun (CHN) Rapport: Rapport |
| 3 augusti 2021 22:00 | (15–21, 21–19, 12–15)  |     |                            | Shiokaze Park, Tokyo Domare: José María Padrón (ESP), Wang Lijun (CHN) Rapport: Rapport |

### Semifinaler
| 5 augusti 2021 09:00 | Heidrich – Vergé-Dépré | 0–2 | Klineman – Ross | Shiokaze Park, Tokyo Domare: Roman Pristovakin (RUS), Mariko Satomi (JPN) Rapport: Rapport |
| 5 augusti 2021 09:00 | (12–21, 11–21)         |     |                 | Shiokaze Park, Tokyo Domare: Roman Pristovakin (RUS), Mariko Satomi (JPN) Rapport: Rapport |

| 5 augusti 2021 10:00 | Clancy – Artacho del Solar | 2–0 | Kravčenoka – Graudiņa | Shiokaze Park, Tokyo Domare: Juan Carlos Saavedra (COL), Giovanni Bake (RSA) Rapport: Rapport |
| 5 augusti 2021 10:00 | (23–21, 21–13)             |     |                       | Shiokaze Park, Tokyo Domare: Juan Carlos Saavedra (COL), Giovanni Bake (RSA) Rapport: Rapport |

### Match om tredjepris
| 6 augusti 2021 10:00 | Kravčenoka – Graudiņa | 0–2 | Heidrich – Vergé-Dépré | Shiokaze Park, Tokyo Domare: Rui Carvalho (POR), Mariko Satomi (JPN) Rapport: Rapport |
| 6 augusti 2021 10:00 | (19–21, 15–21)        |     |                        | Shiokaze Park, Tokyo Domare: Rui Carvalho (POR), Mariko Satomi (JPN) Rapport: Rapport |

### Final
| 6 augusti 2021 11:30 | Clancy – Artacho del Solar | 0–2 | Klineman – Ross | Shiokaze Park, Tokyo Domare: Mário Ferro (BRA), Charalampos Papadogoulas (GRE) Rapport: Rapport |
| 6 augusti 2021 11:30 | (15–21, 16–21)             |     |                 | Shiokaze Park, Tokyo Domare: Mário Ferro (BRA), Charalampos Papadogoulas (GRE) Rapport: Rapport |

## Slutplaceringar
| Pos. | Lag                              |
| ---- | -------------------------------- |
|      | Ross – Klineman (USA)            |
|      | Clancy – Artacho del Solar (AUS) |
|      | Heidrich – Vergé-Dépré (SUI)     |
| 4    | Kravčenoka – Graudiņa (LAT)      |
| 5    | Ana Patrícia – Rebecca (BRA)     |
| 5    | Bansley – Wilkerson (CAN)        |
| 5    | Pavan – Humana-Paredes (CAN)     |
| 5    | Kozuch – Ludwig (GER)            |
| 9    | Ágatha – Duda (BRA)              |
| 9    | Wang F – Xia (CHN)               |
| 9    | Xue – Wang X (CHN)               |
| 9    | Lidy – Leila (CUB)               |
| 9    | Makroguzova – Kholomina (ROC)    |
| 9    | Hüberli – Betschart (SUI)        |
| 9    | Liliana – Baquerizo (ESP)        |
| 9    | Claes – Sponcil (USA)            |
| 17   | Ishii – Murakami (JPN)           |
| 17   | Stam – Schoon (NED)              |
| 19   | Gallay – Pereyra (ARG)           |
| 19   | Hermannová – Sluková (CZE)       |
| 19   | Sude – Borger (GER)              |
| 19   | Menegatti – Orsi Toth (ITA)      |
| 19   | Makokha – Khadambi (KEN)         |
| 19   | Keizer – Meppelink (NED)         |